# Sacha World
Sacha World (født 28. december 1941) er en dansk danser, mimiker, sceneinstruktør og skuespiller, uddannet som balletdanser bl.a. på Det Kongelige Teaters balletskole.
Hun har optrådt på  en lang række danske teatre, bl.a. Det Danske Teater, Svalegangen, Teatret v. Hans Rønne, Von Baden og Teatertruppen Stormen. Fra 1986-1988 var hun desuden leder af Århus Teaterakademi.
Først i 1979'erne var hun en del af det oprindelige Shit & Chanel med Lis Sørensen, Anne Linnet, Holger Laumann og trommeslageren  Ed Jones.